# Зеркальный зазор
Зеркальный зазор — расстояние от зеркала затвора до наружной поверхности донца гильзы, при крайних положениях затвора и гильзы. Зазор должен обеспечивать возможность запирания затвора (минимальная величина зазора) и исключать поперечный разрыв гильзы (максимальная величина зазора).
Жёсткость положения гильзы относительно ствола достигается за счёт прочного сцепления деталей узла запирания во время выстрела и минимальных величин зеркального зазора, а также упругой деформации узла запирания.